# آیاکا
آیاکا لیدا (ژاپنی: Ayaka lida؛ زادهٔ ۱۸ دسامبر ۱۹۸۷) خوانندهٔ اهل کشور ژاپن است. وی در اوزاکا متولد شد اما برای دنبال کردن حرفهٔ خوانندگی به توکیو رفت. این خواننده در سال ۲۰۰۹ با بازیگری به نام هیرو میزوشیما ازدواج کرد.